# Paul Horowitz

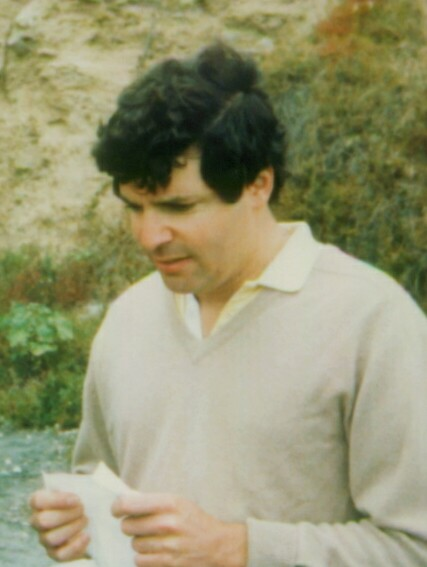
Paul Horowitz (1986)

Paul Horowitz (* 1942) ist ein US-amerikanischer Physiker und Elektroniker. Er ist Professor in den Fakultäten für Physik und Elektrotechnik an der Harvard University.
Horowitz war schon mit acht Jahren Funkamateur und studierte Physik an der Harvard University mit dem Bachelor-Abschluss 1965, dem Master-Abschluss 1967 und der Promotion 1970. 1971 erhielt er ein Forschungsstipendium der Alfred P. Sloan Foundation (Sloan Research Fellowship). Er blieb an der Harvard University und befasste sich mit Rastermikroskopieverfahren im Röntgenbereich (Röntgenmikroskopie) und mit Protonen, mit Astrophysik (z. B. Pulsare) und Biophysik (Untersuchung des Motors der Geißelbewegung von E. coli). Er betätigte sich auch als Erfinder mit dem Schwerpunkt Elektronik (zum Beispiel automatische Maschinen für Wahlverfahren, akustische Landminen-Detektoren).
Aus Vorlesungen über Elektronik, die er seit 1974 hielt, entstand ein bekanntes Lehrbuch The Art of Electronics gemeinsam mit Winfield Hill.
Er ist auch ein führender Vertreter der SETI-Suche nach Signalen außerirdischer Intelligenz, wobei er unter anderem das 84-Fuß-Radioteleskop der Universität Harvard verwendete. Carl Sagan soll eine der Figuren im Roman Contact nach seinem Vorbild erschaffen haben und er arbeitete auch mit Sagan in SETI-Projekten zusammen. Im September 1988 meinte er, 37 Signale entdeckt zu haben, die er für Hinweise auf außerirdische Intelligenz hält. Daneben sucht er aber auch nach Pulsaren und Galaxien-Clustern im frühen Universum mit dem Arecibo-Observatorium.
Er war Mitglied der JASON Defense Advisory Group.

## Schriften
- mit Winfield Hill: The Art of Electronics. Cambridge University Press, 1. Auflage 1980, 2. Auflage 1989, 3. Auflage 2015.